# Loin du périph
Loin du périph és una pel·lícula de comèdia d'acció francesa dirigida per Louis Leterrier i escrita per Stéphane Kazandjian. És una seqüela de la pel·lícula del 2012 De l'autre côté du périph, i és protagonitzada per Omar Sy i Laurent Lafitte (reprenent els seus papers de la pel·lícula anterior), juntament amb Izïa Higelin. La pel·lícula es va estrenar el 6 de maig de 2022 a Netflix amb subtítols en català traduïts per Roser-Agnès Navarro.

## Repartiment
- Omar Sy com a Ousmane Diakite
- Laurent Lafitte com a François Monge
- Izïa Higelin

## Producció

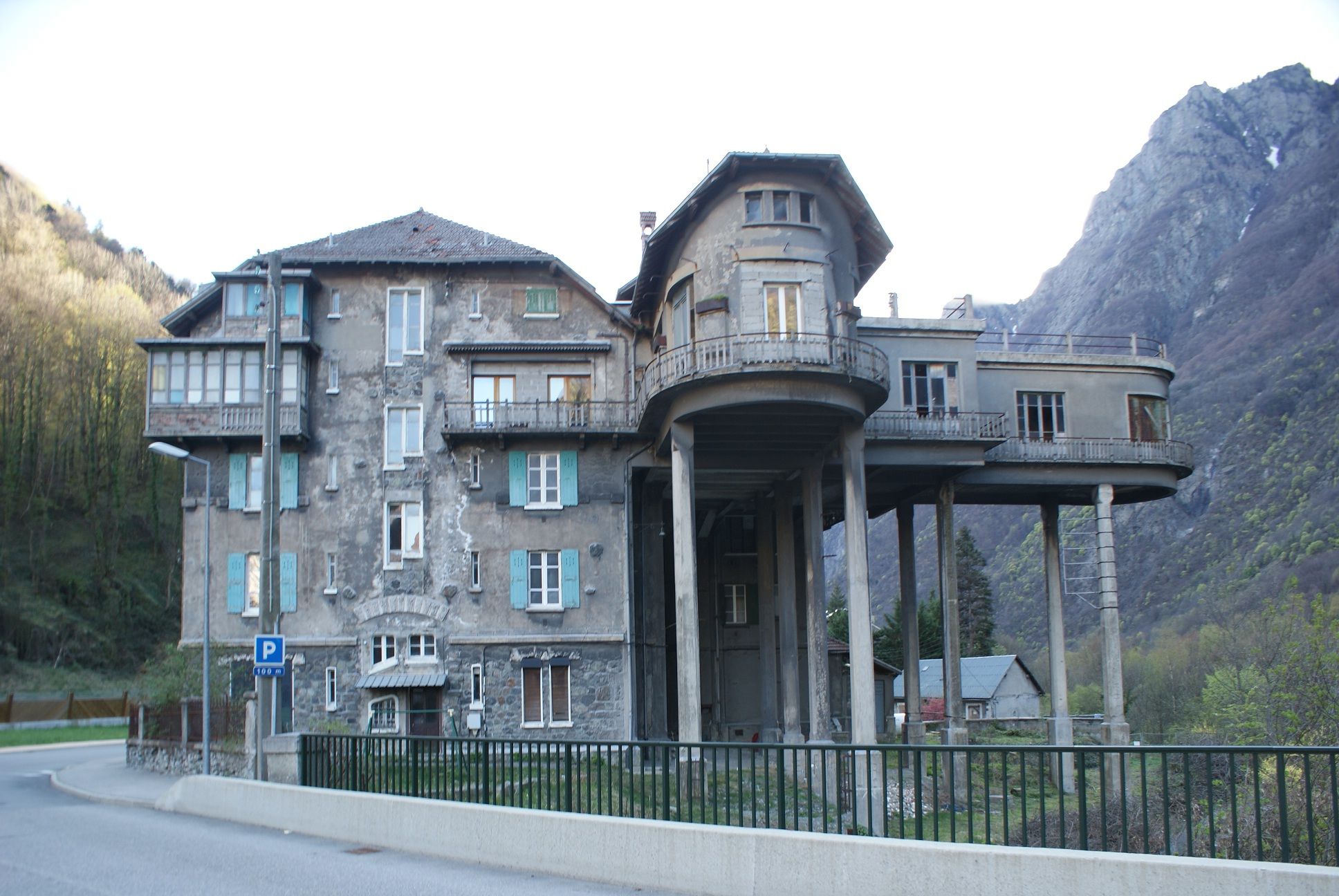
El pavillon Keller, a Livet-et-Gavet, és un dels escenaris de la pel·lícula.

El març de 2021, es va anunciar que Louis Leterrier dirigiria una pel·lícula francesa de comèdia i acció per a Netflix.
El rodatge principal va començar el 15 de març de 2021 a París i a la regió francesa del Roine-Alps.

## Estrena
La pel·lícula es va estrenar a la plataforma Netflix el 6 de maig de 2022.